# Stazione di Chashinai
La stazione di Chashinai (茶志内駅?, Chashinai-eki) è una stazione della città di Bibai situata sulla linea principale Hakodate e gestita da JR Hokkaido.

## Struttura
La stazione è dotata di tre binari con un marciapiede laterale e uno a isola centrale.

## Stazioni adiacenti
| «                         | Servizio                  | »                         |
| Linea principale Hakodate | Linea principale Hakodate | Linea principale Hakodate |
| ------------------------- | ------------------------- | ------------------------- |
| Bibai                     | Tutti i treni             | Naie                      |